# Sylvanus Morley
Pour les articles homonymes, voir Morley.
Sylvanus Griswold Morley (Chester, Pennsylvanie, 7 juin 1883 – 2 septembre 1948) est un archéologue et épigraphiste américain spécialisé en études mésoaméricaines. Il est considéré comme l'un des principaux contributeurs aux avancées dans la connaissance de la civilisation précolombienne maya au début du XXe siècle. Il a notamment participé à la compilation de l'écriture maya, au déchiffrement des inscriptions calendaires et aux fouilles du site maya de Chichen Itza.  Bien que les développements récents en archéologie et en épigraphie aient remis en cause nombre de ses théories, il continue d'être abondamment cité par les mayanistes.  Il est également connu pour son ouvrage de vulgarisation, Les anciens Mayas, dont une version amendée et complétée continue d'être vendue.  Parallèlement à sa carrière académique, il a mené des activités d'espionnage pour le compte de la United States Navy.

## Publications
- An Introduction to the Study of Maya Hieroglyphs (Une introduction à l'étude des hiéroglyphes mayas), 1915
- The inscriptions of Copán (Les inscriptions de Copan), 1920
- The Ancient Maya (Les anciens Mayas), 1946